# 納爾遜·艾格林
納爾遜·艾格林（Nelson Algren，1909年3月28日—1981年5月9日），美國作家。
出生於底特律，曾偷貨車流浪過，坐過牢，離過婚，定居芝加哥，專事寫作，以描寫貧民窟為主。1947年法國女作家西蒙·波娃訪美時認識了美國情人艾格林（這段故事可見於《西蒙波娃的美國紀行》），兩人一見傾心，波娃形容他“如同拳擊手般粗率”，他帶她去臭名昭彰的酒吧，見識了小偷、毒販、妓女。回到法國之後，西蒙·波娃開始與艾格林通信，她手上戴著一枚銀戒子，到死也沒有摘下來。初識艾格林時，正是西蒙·波娃積極創作《第二性》的時候，他們曾兩度出國長期旅行。
越洋情人在通信中一度論及婚嫁，終於無法割捨自己的事業而作罷，艾格林在信中質疑“为什么不能永远在瓦巴尼亚街留下来，当我的妻子，给我煮肉块，就着厨房的水龙头洗袜子？”三年後這段戀曲結束，他信中提到「到此為止吧」。但雙方仍持續通信長傳十七年之久，西蒙波娃共寫了304 封信給艾格林，1999年集結成《越洋情書》出版，這些文情並茂的信件充滿著身陷愛情的狂喜，完全不同於西蒙·波娃寫作《第二性》時女性主義堅毅的表情。美國作家海明威在《流動的饗宴》一書中，也提到過艾格林對波娃甚感不滿，曾稱呼她為「那個大嘴巴女人」，將他們的戀情曝光。1981年小說記者會當天，因心臟病突發而死在家中。

## 作品
- Somebody in Boots (1935年)
- Never Come Morning (1942年)
- The Neon Wilderness (1947年), 短篇小说集
- The Man With the Golden Arm (1949年)
- Chicago, City on the Make (1951年)
- A Walk on the Wild Side (1956年)
- Nelson Algren's Own Book of Lonesome Monsters (1962年)
- Who Lost an American? (1963年)
- Conversations with Nelson Algren (1964年)
- Notes from a Sea Diary: Hemingway All the Way (1965年)
- The Last Carousel (1973年)
- The Devil's Stocking (1983年)
- America Eats (1992年)
- He Swung and He Missed (1993年)
- Nonconformity (1994年)
- The Texas Stories of Nelson Algren (1994年)